# Place de la Vacquerie
 (mars 2019).
Si vous disposez d'ouvrages ou d'articles de référence ou si vous connaissez des sites web de qualité traitant du thème abordé ici, merci de compléter l'article en donnant les références utiles à sa vérifiabilité et en les liant à la section « Notes et références ».

La place de la Vacquerie est une place historique de la commune d'Arras dans la région Hauts-de-France, située derrière l'hôtel de ville et le beffroi.